# MTRNR2L8
MTRNR2L8‏ (MT-RNR2 like 8) هوَ بروتين يُشَفر بواسطة جين MTRNR2L8 في الإنسان.